# Burato das Choias
El Burato das Choias (Forat de les Gralles literalment en gallec) és una cova situada en el municipi d'A Pobra do Brollón, a la província de Lugo. Està situada en la parròquia d'Óutara, prop del llogaret de Biduedo.
S'anomena així perquè en la seva entrada habitaven nombroses gralles (choias en gallec) que tenen el bec corbat i vermell.

## Descripció
La cova és d'origen natural, encara que predominen en ella les cavitats practicades per la mà de l'home per a l'extracció del mineral de ferro, bàsicament durant els segles XVI i XVII. Les seves dimensions són molt grans i són visibles des de l'entrada. La volta assoleix més de 30 metres d'altura, la seva longitud és d'uns 120 metres i l'amplària excedeix els 20.
La gruta consta de tres nivells, sent l'intermedi el més interessant a causa de la presència de formacions rocoses modelades pel pas del temps i per l'acció humana. En el paisatge de l'interior de la caverna criden també l'atenció els forts contrastos de colors produïts per l'oxidació del ferro present en la roca, que van des dels verds intensos fins a una variada tonalitat d'ocres.
A uns 75 metres de l'entrada, en la paret de la dreta, s'obre una galeria que comunica amb el nivell inferior. El pas d'un nivell a un altre és difícil a causa del lleuger desnivell i del sòl relliscós, per la qual cosa convé extremar les precaucions. Aquí es localitzen altres cinc galeries, de les quals només la central té sortida a l'exterior, encara que es troba tapada per les males herbes.